# Nicolas Rouche
Nicolas Rouche (2 juin 1925 – 18 novembre 2008) est un mathématicien belge spécialisé en équations différentielles et en épistémologie et didactique des mathématiques.
Durant les années 1960, il lance et développe le groupe de recherche en équations différentielles et mécanique non linéaire de l’Université catholique de Louvain et contribue à la venue du mathématicien Jean Mawhin au sein du groupe.
Au cours des années 1970, il s’engage dans des recherches sur l’enseignement des mathématiques. Il fonde le GEM (Groupe d’enseignement mathématique) en 1978.
En 1989, il intègre la Commission d’étude des mathématiques et des sciences créée par le ministre de l’Éducation Yvan Ylieff.  De cette commission, naîtra, en 1993, le CREM (Centre de recherche sur l’enseignement des mathématiques) dont la présidence sera assurée par Nicolas Rouche jusqu’en 2003.

## Biographie
Nicolas Rouche est né à Huy le 2 juin 1925. Après des humanités gréco-latines et une scientifique spéciale à l’athénée de Huy, il s’engage comme volontaire de guerre lors de la Seconde Guerre mondiale en 1944 et est reconnu invalide de guerre en 1945 à la suite de la perte de la vue d’un œil.
En 1950, il est diplômé ingénieur civil électricien à l’Université de Liège.
En 1952, il épouse Jeanne Bartholomé. Le couple aura trois enfants.
Après avoir passé deux ans comme assistant au département de mathématiques de l’Université de Liège, il effectue un séjour de recherche de neuf mois à l’Institute for Mathematics and Mechanics de la New-York University, sous la direction des professeurs James J. Stoker et Eugene Isaacson.
De 1953 à 1957, il est ingénieur puis chef de service à la Bell Telephone Mfg Cy, à Anvers , pour la conception et la construction de la Machine mathématique (ordinateur à tubes à vide) de l’IRSIA et du FNRS.
En 1956, il obtient le titre d’agrégé de l’enseignement supérieur de l’Université de Liège en soutenant une thèse sur l'étude du régime de synchronisation de deux oscillateurs couplés,.
De 1957 à 1962, il est chargé de cours puis professeur ordinaire et doyen de la faculté polytechnique à l’Université Lovanium de Léopoldville,.
À partir de 1962, il est professeur ordinaire à la faculté des sciences appliquées de l’Université catholique de Louvain, puis à la faculté des Sciences (département de Mathématique). Il est, avec René Lavendhomme, à la base de la création de l’IMPA, l’Institut de mathématique pure et appliquée de Louvain, dont il est le président de 1969 à 1973. Par ses contacts et la formation de doctorants, il contribue largement à établir le groupe de recherche en équations différentielles et mécanique non linéaire de Louvain. Ce groupe acquiert une réputation mondiale, notamment au travers de ses différents représentants dont Jean Mawhin, que Nicolas Rouche a attiré dans son équipe,.
À la fin des années 1970, les préoccupations de Nicolas Rouche s'orientent résolument vers la méthodologie des mathématiques dans le cadre de l'enseignement secondaire. C'est à ce moment qu'il crée le GEM, Groupe d'enseignement mathématique, qui regroupe des enseignants de tous les niveaux,,. Il dirige de nombreux mémoires et thèses de doctorat sur l'enseignement des mathématiques.
En 1989, il devient membre de la Commission d'étude des mathématiques et des sciences (Commission Danblon) créée par le ministre Yvan Ylieff,. Nicolas Rouche met alors en marche les éléments qui conduiront à la création en 1993 du CREM, Centre de recherche sur l’enseignement des mathématiques,,. Il en assure la présidence jusque 2003, et ensuite la vice-présidence jusque 2007.

## Apports en équations différentielles
Si les premiers travaux de Nicolas Rouche en équations différentielles et mécanique non linéaire concernent l’étude des oscillateurs couplés, ses contributions principales portent sur la deuxième méthode de Liapounov dans l’étude de la stabilité,. La stabilité au sens de Liapounov d’une solution d’un système différentiel n’est rien d’autre que sa dépendance continue par rapport aux conditions initiales, uniformément pour toutes les valeurs futures du temps. La deuxième méthode (dite directe) de Liapounov ramène la preuve de la stabilité d’un équilibre à la recherche d'une fonction de Liapounov, c’est-à-dire une fonction réelle définie positive au voisinage de l'équilibre, et décroissante le long des trajectoires suffisamment proches. Dans un système mécanique conservatif, l’énergie totale fournit un exemple d’une telle fonction.
La plupart des travaux de Nicolas Rouche remplacent la recherche d'une fonction de Liapounov par celle d'une famille (finie ou non) de fonctions soumises à des conditions moins restrictives. Ces études font l’objet d’une quinzaine d’articles publiés entre 1967 et 1975 dans des revues internationales. Ils lui valent de nombreuses invitations à l’étranger et le Prix Auguste Sacré de l’Académie royale de Belgique en 1976. On en trouve différents aspects dans ses ouvrages sur les équations différentielles et sur la stabilité, traduits dans plusieurs langues étrangères.
Nicolas Rouche est le créateur de ce qu’on a souvent appelé en Belgique et à l’étranger l’«École de Louvain» en équations différentielles. Avec ses élèves et collaborateurs, il y organise des séminaires réguliers et plusieurs conférences internationales entre 1967 et 1976.

## Apports en didactique des mathématiques
À partir de la fin des années 1970, Nicolas Rouche se consacre à la didactique des mathématiques dans les classes primaires et secondaires. L’intérêt de Nicolas Rouche pour l’enseignement des mathématiques est loin d’être neuf. Dans ses cours à l’UCL, il avait expérimenté plusieurs méthodes originales, et un travail sur les problèmes d’enseignement liés à l’intégration européenne lui avait valu le Prix Emile Bernheim en 1973. Il est préoccupé par le rôle sélectif des cours de mathématiques dans l’enseignement obligatoire et se demande comment mettre en place un enseignement qui provoque un réel apprentissage chez les apprenants. Il invite des enseignants donnant cours à des élèves de tous âges et de différentes orientations à participer à un séminaire de réflexion sur l'enseignement des mathématiques. C'est ainsi que naît le GEM en 1978,.
Les idées principales développées et défendues par Nicolas Rouche à propos de l'enseignement des mathématiques ont été nourries par sa collaboration avec des didacticiens des mathématiques, en particulier Rudolf Bkouche de l’Université de Lille 1, Hans Freudenthal de l’Université d’Utrecht et Erich Wittmann (de) de l’Université de Dortmund.

Nicolas Rouche exprime une idée fondamentale à ses yeux dans un texte de 1985 :
« L’enseignement doit partir (mais pas camper) sur le terrain familier de l’élève et dans sa langue. »  
Cette idée est également présente lorsqu’il écrit en 2008 :
« Notre thèse est que, pour enseigner les mathématiques, il ne faut pas se précipiter vers la science constituée, et surtout pas vers ses fondements. Il faut plutôt aller avec une lenteur calculée et par étapes motivées, de la pensée commune et des situations particulières vers des structures de plus en plus générales. » 
Nicolas Rouche insiste pour que l'enseignement des mathématiques ne se réduise pas à l'enseignement de recettes de type technique mais entretienne en permanence le sens des concepts. Il écrit :
« Apprendre des mathématiques, faire des mathématiques, c'est penser, ce n'est pas appliquer des règles, ce n'est pas chercher l'unique bonne réponse par l'unique bonne méthode. » 
Pour stimuler la recherche des élèves, il faut leur proposer des défis ni trop grands, ni trop petits, rédigés dans leur langage, plus ou moins mathématique selon leur âge. Ces défis leur permettent d’être inventifs, ils sont l’occasion d’étonnements et de débats, d’expérimentations, de conjectures, de modélisations, d'argumentations, …

Pour Nicolas Rouche, il y a, au fil de l’apprentissage des mathématiques, des paliers de rigueur et aussi des mutations de la notion de preuve. Voici ainsi deux manières de prouver qui correspondent à des paliers de rigueur intermédiaires avant d'aboutir à une théorie bien structurée et déductive : l'une consiste à utiliser des exemples paradigmatiques, l'autre à construire, non pas une théorie complète axiomatisée, mais un îlot déductif rigoureux, mais seulement localement. La conception d'un savoir mathématique qui se construit implique d'éviter une formalisation et une conceptualisation prématurée.
« Il faut tout faire pour laisser à l'élève sa part d'initiative et de mérite. Il ne faut pas le faire réussir à n'importe quel prix. Mais il faut d'abord l'amener à se battre tant et si bien qu'il se doive et s'attribue son succès. » 

## Écrits
Principales publications sous forme de livre :
- Nicolas Rouche, La formation postgraduée des scientifiques dans la Communauté Européenne, Commission des Communautés Européennes, Bruxelles, 1972.
- Nicolas Rouche et Jean Mawhin, Equations différentielles ordinaires, Masson, Paris, 1973, 2 vol. Livre traduit en anglais.
- Nicolas Rouche, Théorie de la stabilité dans les équations différentielles ordinaires, Edizioni Cremonese, Rome, 1974.
- Dieter Berstecher, Jacques Drèze, Gabriel Fragnière, Yves Guyot, Colette Hambye, Ignace Hecquet, Jean Jadot, Jean Ladrière, Nicolas Rouche, A University of the Future, Martinus Nijhoff, Springer, The Hague, 1974.
- Nicolas Rouche, Patrick Habets et Michel Laloy, Stability theory by Liapunov's direct method, Springer, New York, 1977. Livre traduit en russe et en hongrois.
- Marielle Peltier, Nicolas Rouche et Monique Manderick, Contremanuel de statistique et probabilité, Vie Ouvrière, Bruxelles, 1982.
- Rudolph Bkouche, Bernard Charlot et Nicolas Rouche, Faire des mathématiques : le plaisir du sens, Armand Colin, Paris, 1991.
- Nicolas Rouche, Le sens de la mesure, des grandeurs aux nombres rationnels, Didier-Hatier, Bruxelles, 1992.
- Nicolas Rouche (coord.), Les mathématiques de la maternelle jusqu'à 18 ans, essai d'élaboration d'un cadre global pour l'enseignement des mathématiques, CREM, Nivelles, 1995. Livre traduit en italien.
- Alain Desmarets, Benoît Jadin, Nicolas Rouche et Pierre Sartiaux, Oh, moi les maths… , Talus d'Approche, Mons, 1997.
- Nicolas Rouche, Pourquoi ont-ils inventé les fractions ?, Ellipses, Paris, 1998.
- Thérèse Gilbert et Nicolas Rouche, La notion d'infini, L'infini mathématique entre mystère et raison, Ellipses, Paris, 2001. Livre traduit en italien.
- Nicolas Rouche et al., Du quotidien aux mathématiques, Nombres, grandeurs, proportions, Ellipses, Paris, 2006.
- Nicolas Rouche et al., Du quotidien aux mathématiques, Géométrie, Ellipses, Paris, 2008.